# Bulalacao
Bulalacao è una municipalità di quarta classe delle Filippine, situata nella provincia di Mindoro Orientale, nella regione Mimaropa.
Bulalacao è formata da 15 barangay:
- Bagong Sikat
- Balatasan
- Benli (Mangyan Settlement)
- Cabugao
- Cambunang (Pob.)
- Campaasan (Pob.)
- Maasin
- Maujao
- Milagrosa (Guiob)
- Nasukob (Pob.)
- Poblacion
- San Francisco (Alimawan)
- San Isidro
- San Juan
- San Roque (Buyayao)